# El Naranjito, Delstaten Mexiko
El Naranjito är en ort i Mexiko.   Den ligger i kommunen Tlatlaya och delstaten Mexiko, i den södra delen av landet, 160 km sydväst om huvudstaden Mexico City. El Naranjito ligger 632 meter över havet och antalet invånare är 133.
Terrängen runt El Naranjito är kuperad österut, men västerut är den bergig. Runt El Naranjito är det ganska glesbefolkat, med 47 invånare per kvadratkilometer. Närmaste större samhälle är Santa Ana Zicatecoyan, 9,4 km öster om El Naranjito. I omgivningarna runt El Naranjito växer huvudsakligen savannskog.